# Radio Summernight
Radio Summernight ist ein nicht-kommerzielles Lokal und Jugendradio. Der Verein Radio Summernight wurde 2016 in Aarau gegründet und stetig weiterentwickelt. Seit dem Jahr 2022 besteht nun der Verein «Zürcher Jugendradio», welcher den Standort im Zürcher Oberland abdeckt. Beide Vereine möchten Kindern, Jugendlichen und jungen Erwachsenen eine spannende Alternative für die Freizeitgestaltung bieten. Alle interessierten Jugendlichen haben die Möglichkeit hinter die Kulissen eines Radios zu blicken und aktiv mitzuarbeiten. Das Jugendradio ist mit knapp 40 Radiomacher eines der grössten Jugendradio Sender der Schweiz.

## Geschichte
Vor dem Sendestart im Jahre 2016 sendete man schon von 2015 bis Mitte 2016 in einer Testphase als Radio SwissCharts, Gianluca Biechler gehörte zu den ersten Moderatoren. Anfang 2018 durfte der Radiosender in der Stadt Aarau ein eigenes Studio beziehen. Diese Infrastruktur zahlte sich aus. Der Radiosender verzeichnete nicht nur bei der Mitgliederzahl steigende Zahlen, sondern auch bei den Hörern.

## Mitmachradio
Bereits bei der Gründung des Vereins war es ein Ziel, Kindern, Jugendlichen und jungen Erwachsenen die Möglichkeit zu geben, Radio zu erleben und erste Erfahrungen im Medium zu sammeln. Bei Radio Summernight dürfen alle einmal hinter die Mikrofone. Ob jugendlich oder nicht, alle die Lust daran haben, dürfen das Handwerk einmal ausprobieren. Das Angebot ist an alle gerichtet, ob Neueinsteiger oder bereits erfahren. Wer regelmässig Radio machen möchte, kann dem Verein beitreten und das Radio zum Hobby machen. Die Vereinsmitglieder dürfen dann selber entscheiden, wie sie die Sendungen gestalten und vor allem zu welchen Themen. Man hat dann freien Lauf, soweit es geht. Neben eigenen Sendungen dürfen die Mitglieder auch Interviews mit verschiedenen Künstlerinnen und Künstlern führen oder sogar bei Live-Sportevents wie Fussball oder Eishockey Spielen dabei sein und von diesen berichten. Das Radio bietet den Mitgliedern regelmässig Workshops an, bei denen professionelle Radiomoderatoren ihr Wissen weitergeben. Zudem werden diverse Ferienangebote wie Workshops, Schnupperkurse und Ferienpass angeboten. Diese stehen auch Nichtmitgliedern offen.

## Empfang
Radio Summernight kann Schweiz weit via Kabel, Website oder App gehört werden, die App ist ausgerüstet mit einem Autoplay sowie der Funktion CarPlay (Startet im Auto „auto“ matisch) und weiteren Funktionen. Bis Ende 2019 sendete das Jugendradio auf DAB+ in den Regionen Baden, Aarau, Solothurn, Basel und bis nach Bern.

## Zielpublikum und Programm
Radio Summernight spielt vor allem Musik, welches Hörer zwischen 12 und 30 Jahren ansprechen soll. Im Gegensatz zu kommerziellen Radiostationen spielt der Sender auch Alternative, Dance, Rock und Hip-Hop. Hinzu kommen Diskussionen, Interviews und Infos vor allem aus der Region.

## Workshops / Kurse
Radio Summernight empfängt in den Ferien jeweils Kinder und Jugendliche aus verschiedensten Regionen und bietet Ihnen die Möglichkeit Radio zu erleben. Zu den Ferienpass/Ferienplausch Regionen gehören: Aarau, Olten, Meisterschwanden, Bezirk Hinwil, die Region Zürich, Rapperswil, Lenzburg und Erlinsbach. Auch bietet Radio Summernight Projektwochen für Schulen an, wahlweise ein oder mehrere Tage. Zu dem Angebot an Kursen gehören auch regelmässige Radioweekends und einen Zukunftstag.

## Organisation
Der Sender ist als Verein organisiert. Der Vorstand besteht aus jeweils drei Personen. Das Programm gestalten und moderieren Jugendliche zwischen 12 und 30 Jahren. Als Ombudsstelle dient die Ombudsstelle rtv – der Radio und Fernsehveranstalter der deutschen und rätoromanischen Schweiz. 

## Aargauer Jugendmedien / Zürcher Jugendradio
Die beiden Vereine "Aargauer Jugendmedien" und "Zürcher Jugendradio" sind die Betreiber von Radio Summernight, ebenfalls betreiben werden die Webradios Radio Kuschelrock, Radio 80er 90er, Rap Radio, 1000 Dance, 1000 Hiphop, 1000 Deutsch, 1000 Trap, 1000 Discofox, 1000 Weihnachten und ein Workout Radio. Die Aargauer Jugendmedien betreiben ausserdem ein lokales online News Portal aarau24.